# Urbicius
Ne doit pas être confondu avec Ourbikios.
Urbicius (en grec Όρβίκιος) est un auteur grec de textes consacrés à l'art militaire, contemporain de l'empereur Anastase Ier.
Le lemme d'un poème de l'Anthologie palatine (IX, 210) indique que c'était un consulaire (ἀπὸ ὑπάτων). On lui doit seulement deux textes très brefs :
- un traité intitulé Τακτικόν, qui n'occupe que huit pages dans le manuscrit prototype Ambros. gr. 119 (datant sans doute de l'an 959) : ce n'est qu'un résumé squelettique de la première partie (§ 2-32) de la Τέχνη τακτική d'Arrien, c'est-à-dire une nomenclature des anciennes formations tactiques grecques et macédoniennes, avec la définition des mots.
- un texte intitulé Έπιτήδευμα, qui n'occupe que deux pages dans les manuscrits qui le transmettent (Neapol. gr. 284, Vat. gr. 1164, Barber. gr. 276, datant tous trois du XIe siècle) ; pour protéger l'infanterie contre la cavalerie cuirassée de l'époque, l'auteur se flatte d'avoir trouvé un moyen nouveau, qui n'est en fait qu'une barrière de chevaux de frise (κανόνες) entourant le carré de l'infanterie (« Sans vouloir me comparer à Archimède, conclut-il, j'ose cependant me promettre des fruits de mon invention, et que notre auguste empereur Anastase voudra bien ordonner aux troupes de la pratiquer »).

On trouve aussi, sous l'article « στρατός » de l'Etymologicum magnum, un paragraphe attribué à Urbicius, qui précise la terminologie utilisée pour l'organisation de l'armée et les déploiements tactiques ; ses éléments ne concordent d'ailleurs pas forcément avec ceux du Τακτικόν.
Le manuel d'art militaire appelé Στρατηγικόν est attribué à Urbicius par le manuscrit prototype Laurent. LV-4, à l'empereur Maurice par une famille indépendante de manuscrits (la « recension ambrosienne »). Il semble établi que l'attribution à Urbicius est anachronique.
L'Έπιτήδευμα a été édité par Nicolas Rigault avec le Στρατηγικός d'Onosandre (Paris, 1598 et 1600). Le Τακτικόν a été publié par Richard Förster (t. XII de l' Hermes, 1877, p. 462, 467-471).